# 斯克蘭頓 (紐約州)
斯克蘭頓（英語：Scranton）是位於美國紐約州伊利縣的非建制地區。

## 地理
斯克蘭頓所處的海拔為高於海平面235米（即771英呎），而該地所採用的時區為UTC-5，即北美东部时区（EST）。同時該地設有夏令時間，為UTC-5調快一小時，即UTC-4（EDT）。